# Blanche (énekesnő)
Ellie Delvaux (Brüsszel, 1999. június 10. –), művésznevén Blanche belga énekesnő és dalszerző. 2016-ban részt vett a The Voice című tehetségkutató verseny flamand változatában. Ő képviselte Belgiumot a 2017-es Eurovíziós Dalfesztiválon, Kijevben. City Lights című dalával a döntőben a 363 ponttal a 4. helyezést érte el.

## Élete
1999. június 10-én született Brüsszelben. Zsidó vallású; francia, jiddis, angol és héber nyelven beszél. A 2017-es Eurovíziós Dalfesztivál után fejezte be a középiskolát Belgiumban.

## Karrierje

### 2016: The Voice
| Forduló      | Dal                             | Eredeti előadó                                |
| ------------ | ------------------------------- | --------------------------------------------- |
| Meghallgatás | Daydreamer                      | Adele                                         |
| Párbaj       | Creep (Charlotte Villers ellen) | Radiohead                                     |
| 1. hét       | Running with the Wolves         | Aurora                                        |
| 2. hét       | Runnin’ (Lose It All)           | Naughty Boy (feat. Beyoncé és Arrow Benjamin) |

### 2017: Eurovíziós Dalfesztivál

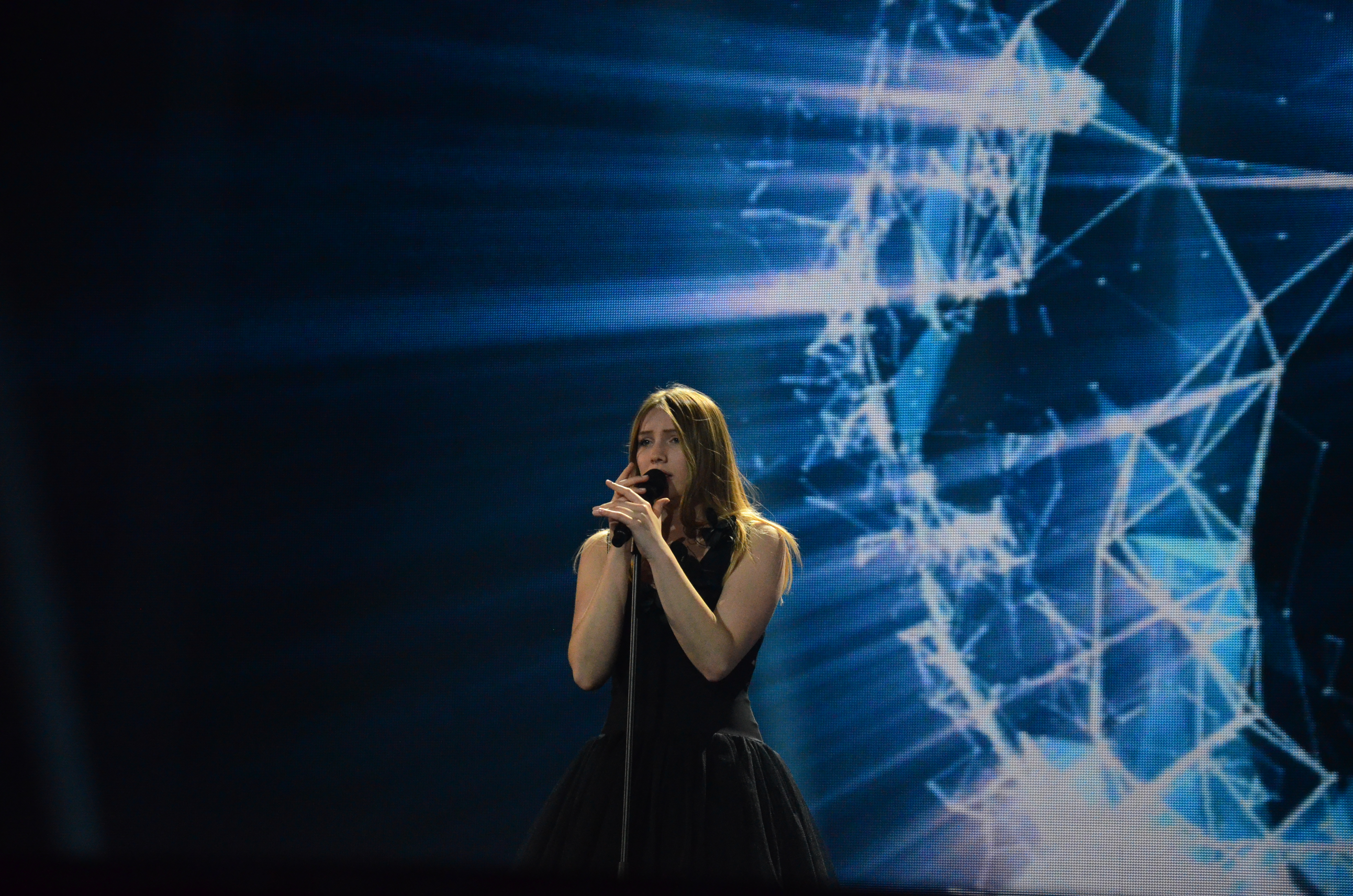
Blanche a 2017-es Eurovíziós Dalfesztiválon

2016. november 22-én a Radio Télévision Belge de la Communauté Française (RTBF) televíziós műsorszolgáltató bejelentette, hogy Blanche-t választották Belgium képviseletére a 2017-es Eurovíziós Dalfesztiválon. City Lights című dalával 4. helyezést ért el a versenyen.

## Diszkográfia
- City Lights (2017)

## Fordítás
Ez a szócikk részben vagy egészben  a   Blanche (singer) című angol Wikipédia-szócikk fordításán alapul.  Az eredeti cikk szerkesztőit annak laptörténete sorolja fel. Ez a jelzés csupán a megfogalmazás eredetét és a szerzői jogokat jelzi, nem szolgál a cikkben szereplő információk forrásmegjelöléseként.